# Revolutionen i Rwanda

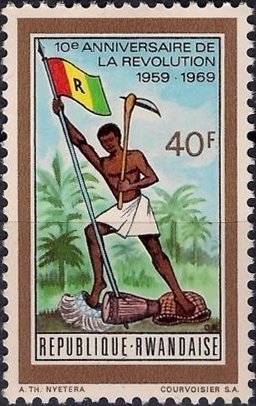
Stamp of Rwanda - 1969 - Colnect 588946 - Worker with Pickaxe and Flag

Revolutionen i Rwanda, även känd som Huturevolutionen, Social Revolution och Wind of Destruction (Kinyarwanda: muyaga), var en period av etniskt våld i Rwanda från 1959 till 1961 mellan Hutu och Tutsi. Revolutionen resulterade i en transformation av Rwanda från tutsi-kungariket Rwanda under belgiskt kolonialt beskydd till en självständig hutudominerad republik.